# Angleur
Angleur (în valonă Angleûr) este o localitate ce aparține orașului Liège, situată în provincia Liège, Valonia, Belgia. A fost o comună separată până în 1977. La 1 ianuarie 1977, a fost integrată în Liège⁠.
Este situată la poalele și pe versantul unui deal în partea de sud a orașului Liège, între râurile Ourthe și Meuse. Partea de jos cuprinde o zonă cunoscută sub numele de Renory și o gară numită Gare d'Angleur, iar partea de sus se află în jurul sensului giratoriu din Sart Tilman, unde este amplasat Parcul Științific din Liège. În partea joasă a localității Angleur se află două conace: Castelul Péralta și Castelul Nagelmackers.
La 24 iulie 2019, în timpul valului de căldură european din iulie 2019, în Angleur a fost înregistrată cea mai ridicată temperatură măsurată vreodată în Belgia la acel moment, de 40,2 °C. Totuși, acest record a fost depășit a doua zi în orașul flamand Begijnendijk.

## Demografie
Surse: INS - 1831 până în 1970 = recensăminte, 1976 = numărul locuitorilor la 31 decembrie.

## Patrimoniu
- Castelul și parcul Péralta
- Castelul Nagelmackers, situat pe strada rue Vaudrée
- Clădire din secolul al XVI-lea, numită Ferma Veche, cunoscută și sub denumirea Ferma Păcii din Angleur, situată pe strada rue Ovide Decroly
- Podul Marcotty și ecluzele de la Rivage-en-Pot (în fundătura impasse du canal) de pe canalul Ourthe
- Mormântul doctorului Jean-Pierre Paul Bovy (1779–1841), în cimitirul La Diguette

## Personalități
- Victor Hubinon⁠(d) (1924–1979), desenator de benzi desenate născut la Angleur.
- Jacques Lambinon⁠(d) (1936-2015), profesor de botanică la Universitatea din Liège, a locuit în Angleur între 1970 și 2015.